# Zaouiat Ahansal
Zaouiat Ahansal (franska: Zaouiat Ahansal (CR), Zaouiat Ahansal (Commune Rurale), arabiska: تامدا نومرسيد) är en kommun i Marocko.   Den ligger i provinsen Azilal och regionen Béni Mellal-Khénifra, i den nordöstra delen av landet, 250 km söder om huvudstaden Rabat. Antalet invånare är 10 435.